# 1-й провулок Корольова (Житомир)
1-й провулок Корольова — провулок в Корольовському районі міста Житомира. 

## Характеристики
Розташований на східній околиці міста, на теренах Хінчанки. Починається від вулиці Корольова, прямує на південь та завершується глухим кутом. 
Забудова провулка представлена одноповерховими житловими будинками на декілька квартир.

## Історичні відомості
Провулок виник наприкінці 1950-х років. Провулок та його забудова сформувалися у 1960-х роках на вільних від забудови полях південніше старих садиб села Хінчанка як селище 7-го Будтресту. У 1971 році внаслідок приєднання села Хінчанка до міста, селище 7-го Будтресту перестало бути окремим поселенням, провулку надано чинну назву. 